# Jan Pijnenburg (drummer)
Jan Pijnenburg (Vught, 29 december 1955) is een Nederlandse drummer. Hij werd bekend als drummer van de zeer populaire Nederlandse popgroep Doe Maar.

## Biografie
Na de havo en een studie grafische vormgeving (die hij niet heeft afgemaakt) heeft hij de opleiding Popdocent aan het conservatorium Rotterdam voltooid. Hij volgde in de band Lucifer Henny Huisman op als drummer en speelde later nog bij vele bands, onder andere Hollander, Sweet d'Buster en Long Tall Ernie and the Shakers. Vlak voor zijn toetreden tot Doe Maar (als vervanger van René van Collem) toerde hij door Duitsland met de rockband Die Gebrüder Engel.
Hij had slechts één optreden met Doe Maar gedaan toen hij op weg naar een tweede optreden, in april 1982, een zwaar auto-ongeluk kreeg. Na het ongeluk volgde een revalidatieperiode van ruim een half jaar. Zijn voorganger bij Doe Maar, Van Collem, nam in die periode weer plaats op de drumkruk bij de band.
Het eerder opgenomen, maar in maart 1983 uitgebrachte, album 4US (Virus) zijn een aantal nummers ook ingespeeld door Van Collem, maar Doe Maar heeft voor dit album bij een aantal nummers (o.a. ´Nachtzuster´, ´Pa´, ´Heroïne´ en ´Bang´) gebruik gemaakt van een drumcomputer.
Pijnenburg is wel te horen als drummer op het in november 1983 uitgebrachte album Lijf Aan Lijf (liveopnames uit juni 1983) en het studio-album Klaar, dat in 2000 verscheen ten tijde van de Doe Maar-reünie (maar door een blessure, moest ook hier René van Collem bijspringen en een aantal nummers inspelen).
Nadat Doe Maar op 14 april 1984 stopte, drumde Pijnenburg bij verschillende bands waaronder The Magnificent 7 en het gereïncarneerde Shocking Blue. Hij werkte in The Magnificent 7 samen met ex-Doe Maar-collega Henny Vrienten. Op Vrientens solo-album Mijn Hart Slaapt Nooit uit 1992 speelde Pijnenburg enkele nummers als drummer.
Na de Doe Maar-reünie in 2000, met een nieuw studio-album Klaar en zestien uitverkochte concerten in de Rotterdamse Ahoy' volgde in 2008 een reeks succesvolle concerten in De Kuip in Rotterdam.
Pijnenburg woont in het binnenland van Spanje waar hij een muziekstudio heeft en regelmatig speelt en optreedt met Spaanse en Nederlandse muzikanten.
Pijnenburg is getrouwd met journaliste Angeline van den Berg.